# Peter August Böckstiegel

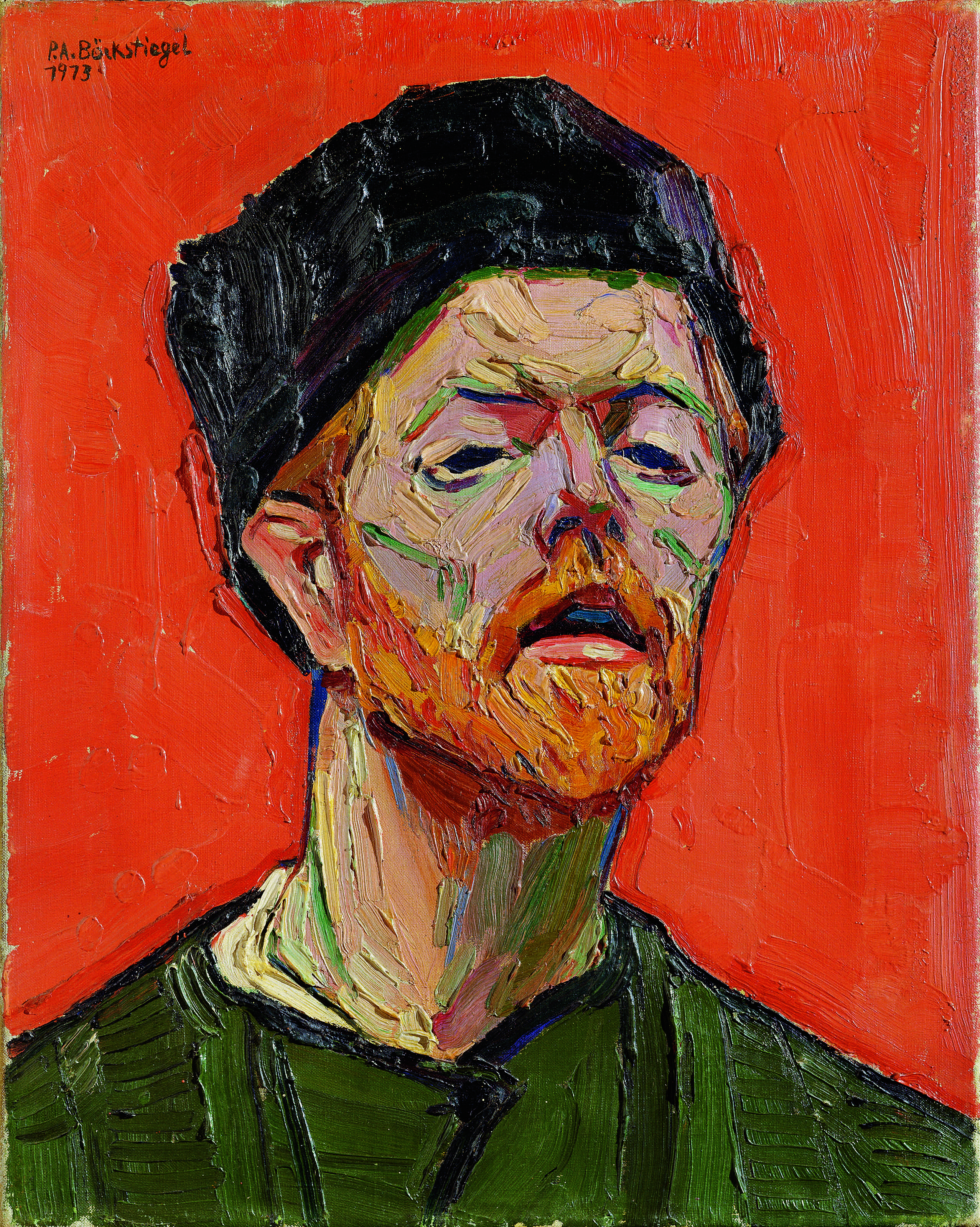
Peter August Böckstiegel, Selbstbildnis, 1913

Peter August Böckstiegel (* 7. April 1889 in Arrode (heute Werther (Westfalen)); † 22. März 1951 ebenda) war ein deutscher Maler, Grafiker und Bildhauer. Er gilt als Vertreter des Westfälischen Expressionismus.

## Leben

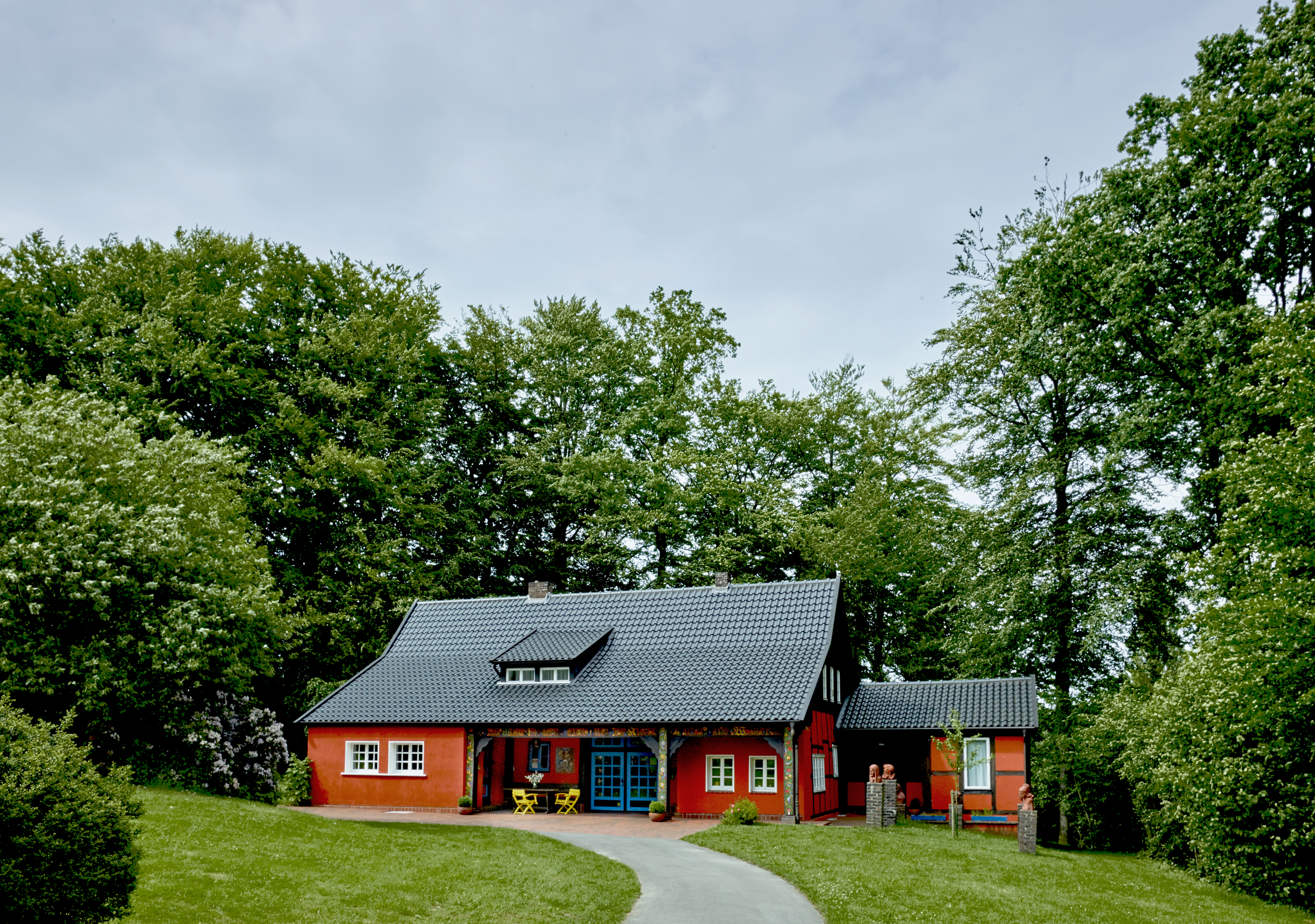
Geburtshaus von Peter August Böckstiegel in Werther-Arrode, 2018

Peter August Böckstiegel wuchs als fünftes von sechs Kindern in Arrode, das heute zu Werther (Westfalen) gehört, in einer Kleinbauern- und Leineweberfamilie in einfachsten Verhältnissen auf. Bereits in der Volksschule in Werther wurde seine künstlerische Begabung deutlich. 1903 begann er eine Maler- und Glaserlehre im benachbarten Bielefeld.
Nach dem erfolgreichen Abschluss der Gesellenprüfung als Maler im Jahr 1907 besuchte Böckstiegel die neu gegründete Handwerker- und Kunstgewerbeschule Bielefeld, wo er den Bildhauer Erich Lossie, sowie die Maler Victor Tuxhorn, Ernst Sagewka und Heinz Lewerenz kennenlernte. Böckstiegel wurde in diesem Jahr Mitglied der Bielefelder Künstlergruppe „Rote Erde“. Ludwig Godewols, zuvor bereits Böckstiegels' Lehrer an der Fachschule der Malerinnung in Bielefeld, erkannte sein künstlerisches Talent und förderte ihn. Im Jahr 1909 besuchte die Godewols-Klasse das Folkwang-Museum in Hagen, wo Werke von Paul Gauguin, Paul Cézanne, Édouard Manet, Auguste Renoir, Auguste Rodin und Anselm Feuerbach ausgestellt wurden. Erste datierte Bilder Böckstiegels stammen aus dem Jahr 1910. Obwohl in der Kunstgewerbeschule auf naturalistische Darstellungen äußerster Wert gelegt wurde und durch Böckstiegel akademische Zeichnungen mit klassischen Schattierungen und Verwischungen entstanden, fand er schon früh zu seinem eigenen Stil.
Im Jahr 1912 besuchte Böckstiegel mit seinem Lehrer Godewols und einigen Mitschülern die Sonderbund-Ausstellung in Köln, wo ihn besonders Vincent van Gogh beeindruckte.
Zum Wintersemester 1913 wechselte er mit Hilfe eines privaten Stipendiums an die Akademie der Bildenden Künste nach Dresden, wo er vor allem auch den acht Jahre jüngeren Conrad Felixmüller und wenig später dessen Schwester Hanna Müller († 1988) kennenlernte. Seine Lehrer waren Oskar Zwintscher und später Otto Gussmann, bei dem er später Meisterschüler wurde. Gegen Widerstände im Lehrbetrieb, in dem er vor allem das „jugendliche Brennen der Brücke-Maler“ vermisste, behielt er seinen bereits entwickelten Stil bei und beeinflusste, nach Einschätzung Felixmüllers, durch seine befreiend wirkende farbige Kraft, seinen unmittelbaren Vortrag und seine Naturverbundenheit nicht nur das Schaffen seiner Mitschüler, sondern auch seines Lehrers Gussmann. Im Jahr 1914 entstand eines der beeindruckendsten Porträts dieser Zeit, das Conrad Felixmüller breitbeinig und Pfeife rauchend vor einer wild geblümten Tapete als selbstbewussten Künstler zeigt.
Zu Beginn des Jahres 1915 wurde Böckstiegel zum Kriegsdienst herangezogen. Am 1. Januar 1915 vollendete er das Bild Abschied, das ihn und seine Verlobte Hanna vor einem leuchtend gelb-orangen Hintergrund zeigt. Während Böckstiegel aufrecht stehend in beiden Händen und im Mund Pinsel hält, schmiegt sich Hanna an ihn, wobei ihr Gesicht in grünen und gelben Tönen gehalten ist. Im Krieg musste er als Landsturmmann dienen, behielt aber die Möglichkeit, nebenher künstlerisch zu arbeiten. In den Jahren 1916 bis 1919 wurde er in Russland, Rumänien und in der Ukraine eingesetzt. Ein englisches Schiff brachte ihn und seine Kameraden im März 1919 von Mykolajiw am Schwarzen Meer zurück nach Deutschland.
Während des Krieges waren seine Kontakte zur Dresdner Szene nicht abgebrochen. Er schloss sich 1917 mit Conrad Felixmüller, Bernhard Kretzschmar, Otto Lange und Constantin von Mitschke-Collande zur „Gruppe 1917“ zusammen, deren Werke nun gemeinsam mit denen der „Brücke“-Künstler gezeigt wurden.
1919 gründete sich die Dresdner Sezession Gruppe 1919, zu deren Mitgliedern Conrad Felixmüller, Otto Dix, Otto Schubert, Gela Foster, Otto Lange, Lasar Segall, Constantin von Mitschke-Collande, Wilhelm Heckrott, Hugo Zehder und als auswärtiges Mitglied Oskar Kokoschka gehörten. Nach seiner Rückkehr aus dem Krieg im März schloss Böckstiegel sich der Gruppe an. Im Juli 1919 heiratete er seine Verlobte Hanna Müller. Ende des Jahres verließ er gemeinsam mit Felixmüller und Schubert die „Gruppe 1919“.
Im Jahr 1920 wurde seine Tochter Sonja († 2005) geboren. Im gleichen Jahr gewährte ihm die Dresdner Akademie der Bildenden Künste das Carlo Torniamentische Reise-Stipendium.
Im Jahr 1921 erhielt er anstelle des auch „Rompreis“ genannten Großen Sächsischen Staatspreises, den er als Bürger Preußens nicht erhalten konnte, ein Ehrenzeugnis mit dem dazugehörigen Geldpreis. Böckstiegel schuf im September 1921 im Auftrag des Magistrats der Stadt Hameln die dritte Serie von Notgeldscheinen (sechs Motive à 50 Pfennig) mit der Rattenfängersage.

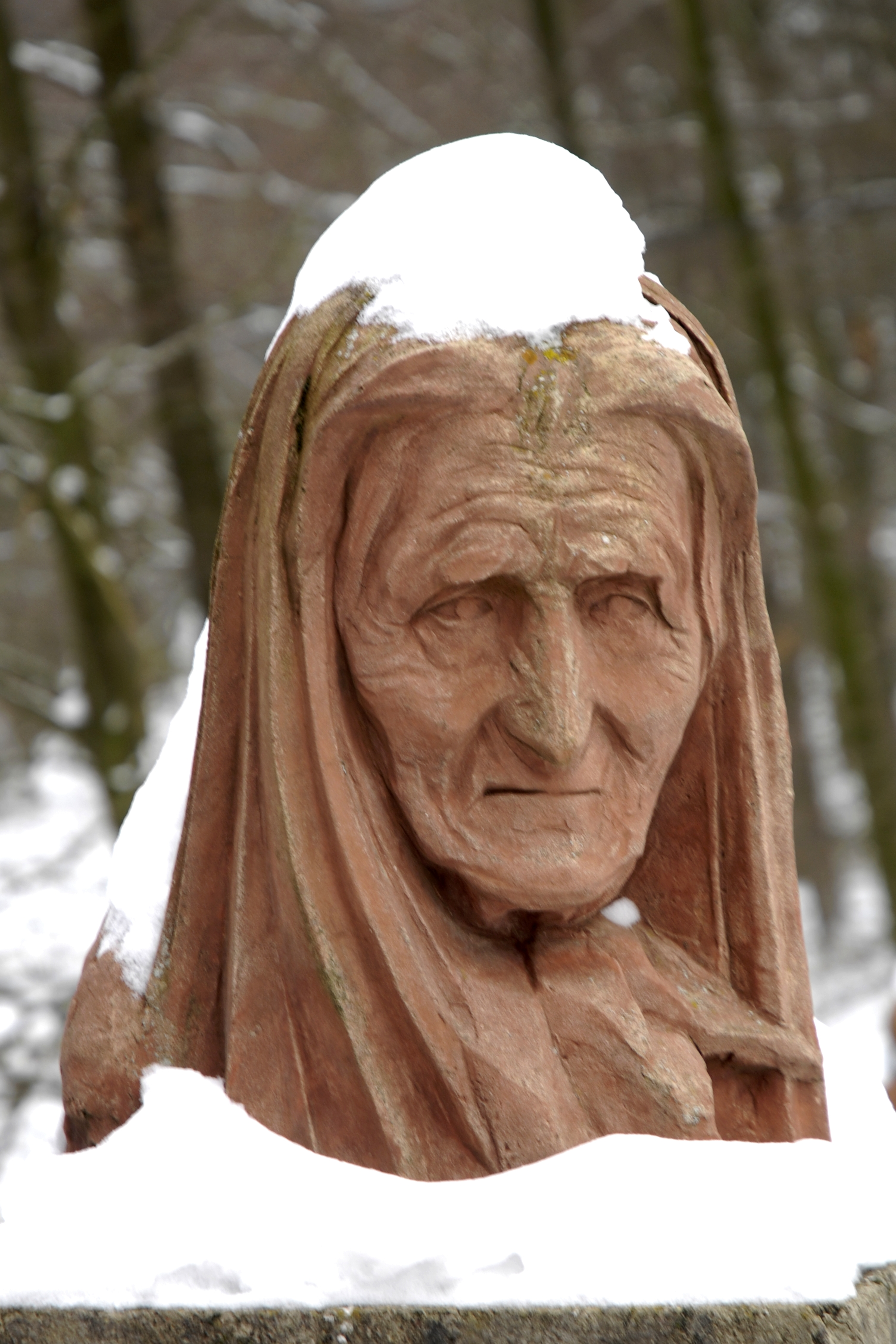
Skulptur/Bildnis der Mutter, am Böckstiegel-Haus in Werther-Arrode (2010)

1925 kam sein Sohn Vincent († 2007) zur Welt. Im Jahr 1929 begann Böckstiegel mit der Fertigung erster plastischer Arbeiten. Im selben Jahr starb seine Mutter, 1931 sein Vater. Böckstiegel verlor mit ihnen die Menschen, von denen er selbst schrieb, dass sie ihm als erdverbundene Menschen, die unermüdlich ihr ganzes Leben lang, mit ausdauerndem Fleiß und größter Liebe ihr Ackerland in Arrode bebauten, in seiner Arbeit zum Sinnbild des Menschentums geworden waren.

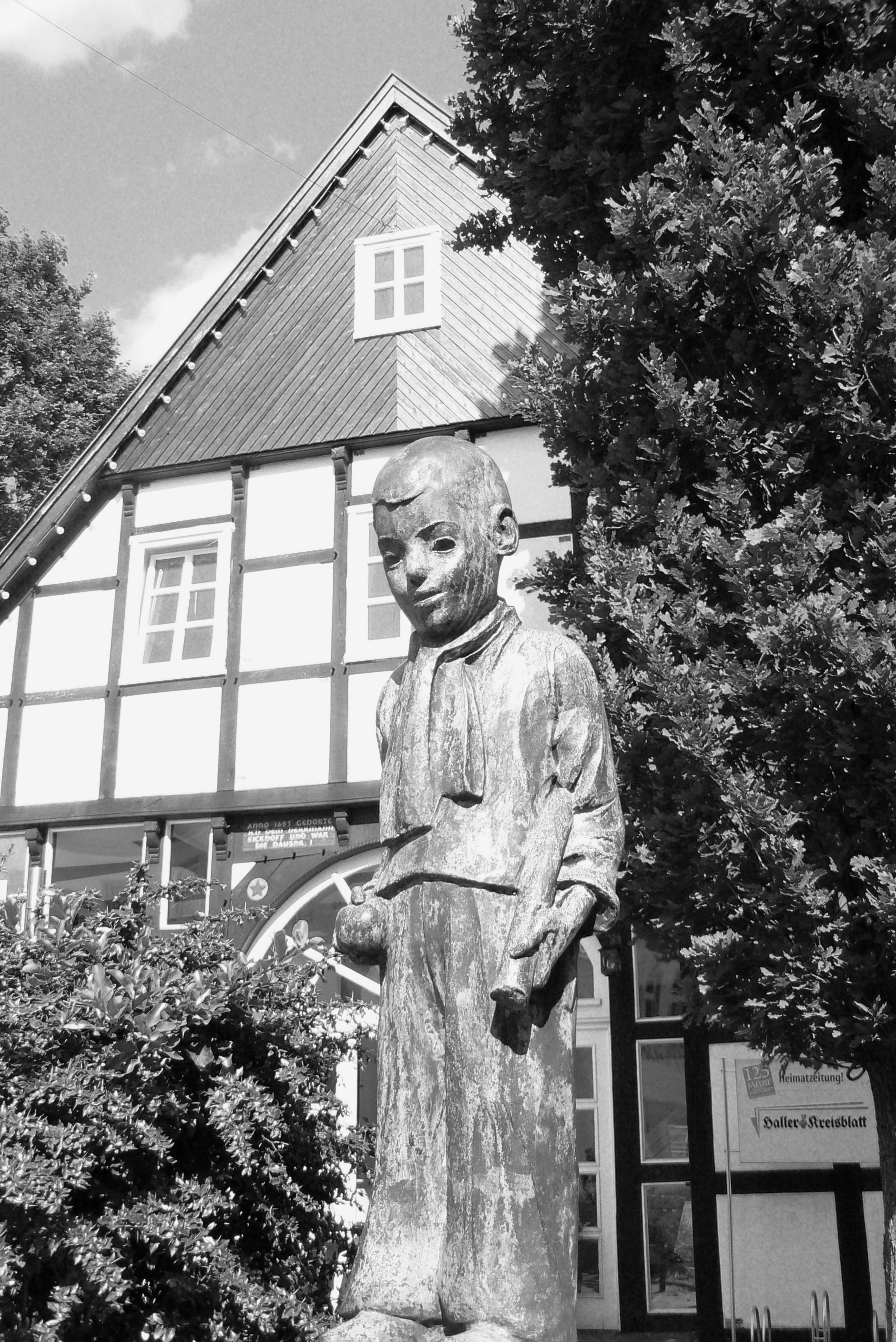
Bauernjunge. 1935

Eine deutliche Zäsur erfuhr sein Schaffen in der Zeit des „Dritten Reiches“. Er war Mitglied der Reichskammer der bildenden Künste und konnte sich bis zuletzt an Ausstellungen beteiligen. Aber viele seiner Werke, die nicht dem nazistischen Kunstkanon entsprachen, wurden zur „entarteten Kunst“ erklärt, abgehängt, zurückgewiesen, beschlagnahmt oder gar zerstört. 1933 wurden sein Gemälde Bauernkind mit Äpfeln zunächst aus der Dresdner Gemäldegalerie und anschließend weitere Werke von anderen Museen aus den Sammlungen entfernt. 1937 wurden in der Nazi-Aktion „Entartete Kunst“ nachweislich aus dem Städtischen Kunsthaus Bielefeld, der Städtische Gemäldegalerie Bochum, dem Museum Folkwang Essen, den Städtischen Sammlungen Freiburg im Breisgau, der Kunsthütte Chemnitz, der Gemäldegalerie und dem Kupferstichkabinett Dresden, dem Städtischen Kunst- und Gewerbemuseum Dortmund, den Kunstsammlungen der Stadt Düsseldorf, der Städtischen Kunstsammlung Gelsenkirchen, der Deutsche Graphikschau Görlitz, dem Gustav-Lübcke-Museum Hamm, der Kunsthalle Mannheim, dem Städtisches Museum Mülheim an der Ruhr, dem Landesmuseum Münster, der Städtischen Galerie Nürnberg, dem Vestischen Museum Recklinghausen, dem Staatlichen Museum Saarbrücken, dem Museum für Kunst und Kunstgewerbe Stettin, dem Stadtmuseum Ulm, dem Märkisches Museum Witten an der Ruhr und der Städtische Bildergalerie Wuppertal-Elberfeld Werke Böckstiegels beschlagnahmt. Ein Teil davon wurde vernichtet.
Bei der Bombardierung Dresdens am 13./14. Februar 1945 wurden sein Atelier am Antonsplatz 1 und über tausend seiner Werke, Plastiken, Gemälde, Zeichnungen, Druckstöcke und Radierplatten vernichtet. Böckstiegel selbst entging dem Bombardement nur knapp, nachdem er zuvor versucht hatte, Teile seines Werkes auszulagern. Er kehrte mit seiner Familie zurück in sein Elternhaus nach Werther, das den Krieg unbeschadet überstanden hatte. Dort ging er an den Ausbau des Hauses, um sich ein neues Atelier und eine dauerhafte Bleibe zu schaffen.
Im Jahr 1947 wurde Böckstiegel Erster Vorsitzender der „Westfälischen Sezession 1945“. In den Jahren 1948 und 1949 porträtierte er meist unter der Überschrift „Stumme Anklage“ eine Reihe von durch Krieg, Not, Flucht und Vertreibung gezeichneten Flüchtlingen, die nach Westfalen gekommen und bei den Bauern seiner Nachbarschaft untergebracht worden waren. 1949 kehrte Böckstiegel nach Dresden zurück und beteiligte sich an der 2. Deutschen Kunstausstellung. Er erhielt ein Ehrenatelier in der Akademie in Dresden. Noch im gleichen Jahr besuchte er mit seinem Sohn die Ruine des vormaligen Wohnsitzes am Antonsplatz 1. Aus dem verschütteten Keller barg er beschädigte Plastiken und einen Teil der Fragmente.
In den Staatlichen Kunstsammlungen Dresden begann 1950 eine umfassende Einzelausstellung, die über Böckstiegels Tod hinaus in vielen Städten zu sehen war.
Am 22. März 1951 verstarb Peter August Böckstiegel in seinem durch sein künstlerisches Schaffen durch und durch geprägten Elternhaus in Arrode. Er liegt auf dem Evangelischen Friedhof in Werther begraben.

## Darstellung Böckstiegels in der bildenden Kunst
- Conrad Felixmüller: Das Malerehepaar Hanna und Peter Böckstiegel (Öl, 133 × 148 cm, 1914)[3]
- Conrad Felixmüller: Der Maler Peter August Böckstiegel vor seinem Vaterhaus (Öl, 160 × 100 cm, 1926)[4]

## Ausstellungen

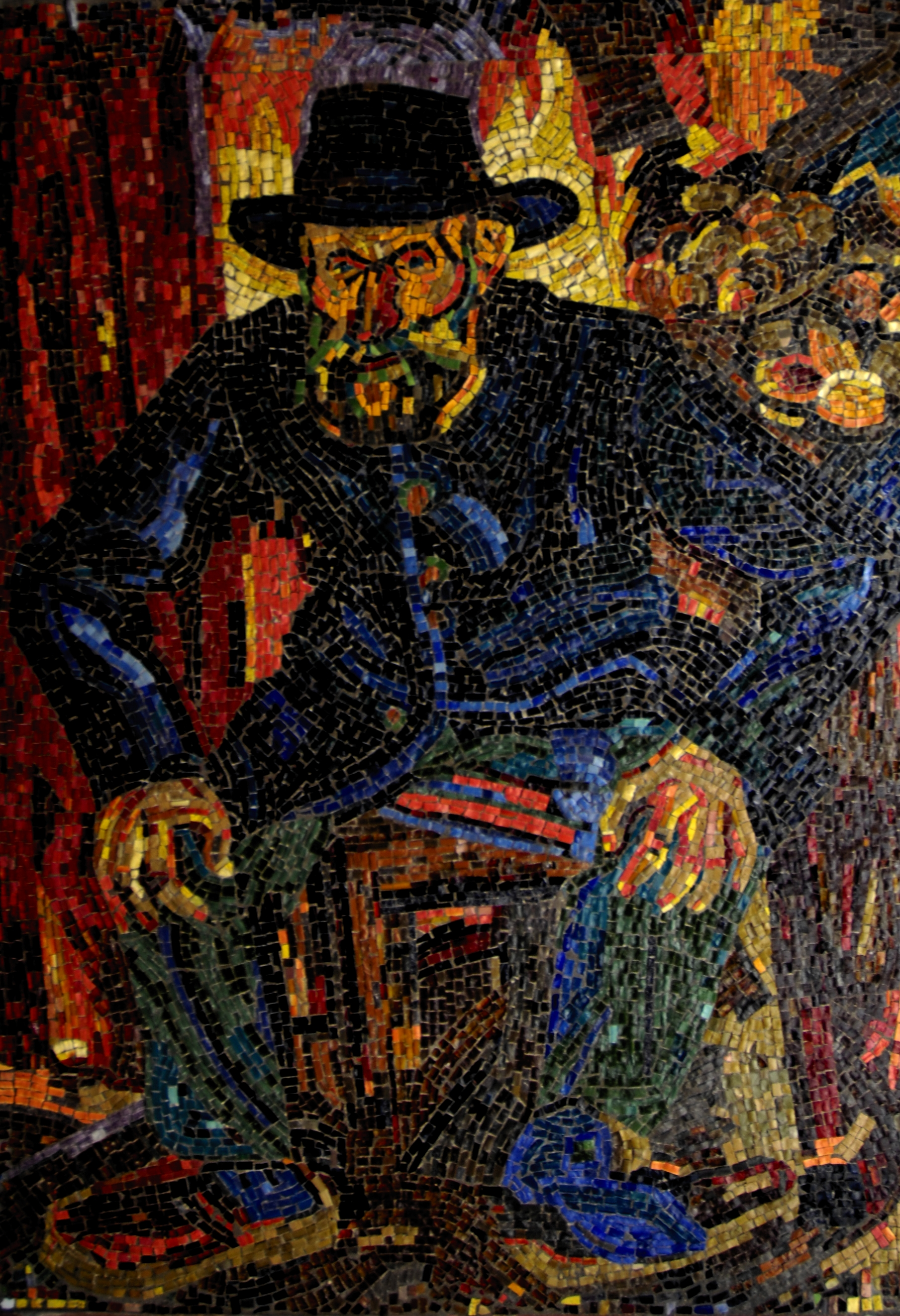
Mosaik im Eingang des Böckstiegel-Hauses in Werther-Arrode

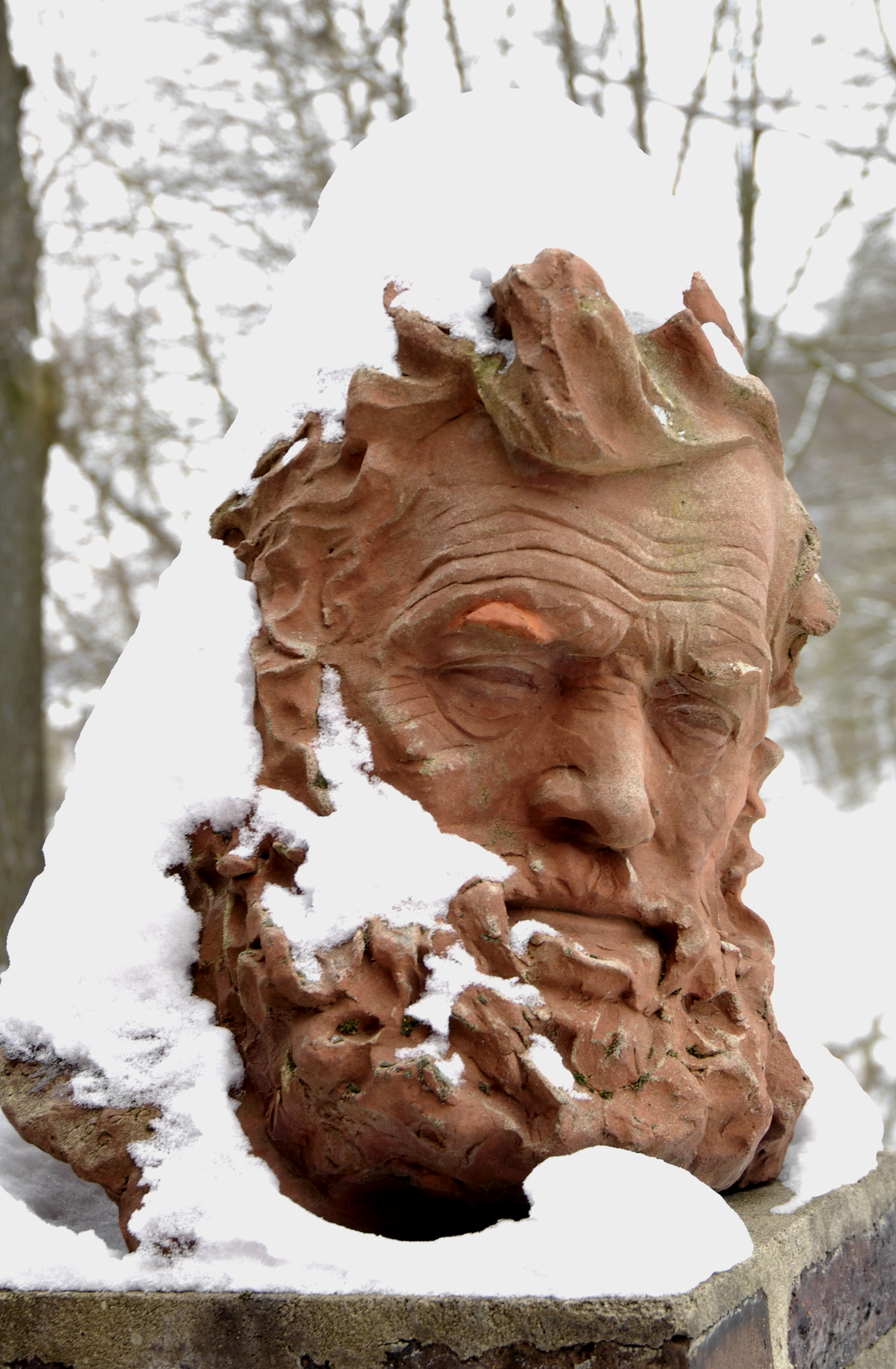
Skulptur/Bildnis des Vaters, am Böckstiegel-Haus in Werther-Arrode (Januar 2010)

Seine Bilder und Arbeiten wurden in einer Vielzahl von Ausstellungen in Europa und den USA gezeigt, u. a.:
- 1916: „Zweite Ausstellung Dresdener Künstler, die im Heeresdienste stehen“ in der Galerie Ernst Arnold, Dresden[5]
- 1917: Herbstausstellung Dresden
- 1918: 46. Ausstellung „Der expressionistische Holzschnitt“
- 1919: „Dresdner Sezession Gruppe 1919“, Galerie Emil Richter
- 1919: Kunstausstellung Berlin 1919
- 1920: Sommerausstellung Freie Secession
- 1920: Galerie Alice Frank, Berlin
- 1921: Galerie Alfred Flechtheim, Große Berliner Kunstausstellung
- 1921, 1923, 1924, 1925: Sommer-Ausstellung, Künstlervereinigung Dresden
- 1926: Große Aquarell-Ausstellung, Sächsischer Kunstverein, Brühlsche Terrasse, Dresden
- 1927: Graphische Ausstellung des Deutschen Künstlerbundes, Städtisches Kunstausstellungsgebäude Dresden
- 1928: „Deutsche Kunst der Gegenwart“, Norishalle Nürnberg
- 1928 Deutscher Künstlerbund, Kunstverein Hannover
- 1929: III. Große Westfälische Kunstausstellung, Münster
- 1929: Exposition Des Peintres Graveurs Allemands Contemporains, Paris
- 1929: „Dresdner Handzeichnungen und Aquarelle der Gegenwart“, Nürnberg
- 1930: Dresden, Brühlsche Terrasse („Dresdner Kunst 1930“)
- 1931: Deutscher Künstlerbund, Essen
- 1933: Deutscher Künstlerbund, Magdeburg
- 1941: Große Westfälische Kunstausstellung, Städtisches Kulturamt Dortmund
- 1943: „Deutsche Holzschnitte der Gegenwart“, Kunstverein Flensburg, August–September 1943
- 1943: Kunstausstellung Gau Sachsen, Brühlsche Terrassen
- 1947: „2. Ausstellung Westfälische Sezession 1945“ Karl-Ernst-Osthaus-Museum Hagen
- 1949: „2. Deutsche Kunstausstellung“, Stadthalle am Nordplatz, Dresden
- 1950: Staatliche Kunstsammlungen Dresden
- 1953: Dritte Deutsche Kunstausstellung, Dresden[6]
- 1951: Kunstverein Bielefeld
- 1956: LWL-Landesmuseum für Kunst und Kulturgeschichte Münster
- 1969: LWL-Landesmuseum für Kunst und Kulturgeschichte Münster / Westfälischer Kunstverein Münster
- 1970: Kunsthalle Bielefeld
- 1975: „Rohlfs Böckstiegel Morgner“, Karl-Ernst-Osthaus-Museum Hagen
- 1975: Kunstmuseum Düsseldorf
- 1978/1979: Museumsgesellschaft Ettlingen
- 1979: „Gedächtnisausstellung Peter August Böckstiegel“, Berlin
- 1988: „German Expressionism. 1915–1925. The Second Generation“, Modern Art Museum of Fort Worth, Fort Worth, Texas
- 1989: LWL-Landesmuseum für Kunst und Kulturgeschichte Münster
- 1990: „Expressionismus und Exil. Die Sammlung Ludwig und Rosy Fischer“, Jüdisches Museum Frankfurt
- 1999: „Die Sammlung Bunte“, Hamburger Kunsthalle
- 2001: „Peter August Böckstiegel. Das Werk sehen. Den Künstler entdecken“, Kreishaus Gütersloh
- 2003: „Gesicht – Maske – Farbe, Frauenbilder des frühen 20. Jahrhunderts“, Westfälisches Landesmuseum Münster
- 2006: „Arbeitswelten – Conrad Felixmüller, Peter August Böckstiegel“, Städtische Galerie Dresden
- 2007: „Arbeitswelten – Conrad Felixmüller, Peter August Böckstiegel“, Kunsthalle Bielefeld (rund 45.000 Besucher)
- 2009: „Menschenbilder“, Wilhelm-Morgner-Haus Soest,
- 2010: „Westfälischer Expressionismus“, Kunsthalle Bielefeld
- 2012: „Mit der Erde verbunden“, Haus Opherdicke
- 2014: „Peter August Böckstiegel und Conrad Felixmüller, eine Künstlerfreundschaft“, Galerie Ostendorff, Münster[7]
- 2015: „Peter August Böckstiegels ‚Familienbild‘. Vom Suchen, Finden und vom Restaurieren“ Stadtmuseum Gütersloh[8]

Einige wichtige Werke Böckstiegels befinden sich in großen Sammlungen und Museen:
Stedelijk Museum Amsterdam, Düsseldorf, Dresden, Berlin, Hamburg, Stuttgart, LWL-Landesmuseum für Kunst und Kulturgeschichte Münster, Kunsthalle Bielefeld und Los Angeles County Museum of Art.

## Böckstiegels Platz in der Kunstgeschichte heute
Sein Frühwerk ab 1910 ist zunächst noch impressionistisch verhaftet. Aufgrund seines Schaffens in der Zeit von 1913 bis 1925 gehört er zu den wichtigsten Vertretern des späten Expressionismus. Zusammen mit August Macke, Heinrich Campendonk, Wilhelm Morgner, Hermann Stenner und Christian Rohlfs gehört er zu den herausragenden Vertretern des rheinisch-westfälischen Expressionismus.
Hervorzuheben sind die Vielfalt der von ihm meisterlich beherrschten künstlerischen Ausdrucksformen, ausgehend von der Malerei über die Grafik, insbesondere auch der Druckgrafik, die Plastik, dekorative Werke (wie Reliefs, Mosaike und künstlerisch gestaltete Glasfenster) bis hin zur künstlerischen Gestaltung seines Eltern- und Wohnhauses durch Farbgebung und Schnitzereien.
Seine Liebe zur Natur, seine lebenslange Verbundenheit zu seiner Familie, vor allem seinen Eltern, seiner Frau und seinen zwei Kindern, den Nachbarn und seinem Elternhaus und seiner westfälischen Heimat prägen sein Werk.
Böckstiegels Werke zeigen vor allem die bäuerliche Lebenswelt. Als sein Vorbild bezeichnete der Maler den Franzosen Jean-François Millet. Denn „so echt und bäuerlich groß“ wollte er auch malen. Böckstiegels Œuvre zeigt enge Bezüge zu van Gogh, nicht nur sein Selbstbildnis von 1914, sondern auch diverse Gemälde mit Sonnenblumen sind Indizien für seine intensive Auseinandersetzung mit Werken von Vincent van Gogh.

## Preise (Auswahl)
- 1920: Carola-Torniamentischer Reisepreis der Dresdner Akademie der Künste
- 1921: Großer Sächsischer Staatspreis (Rompreis) – ersatzweise in Form eines Ehrenzeugnisses mit Geldpreis

## Ehrungen und Rezeption

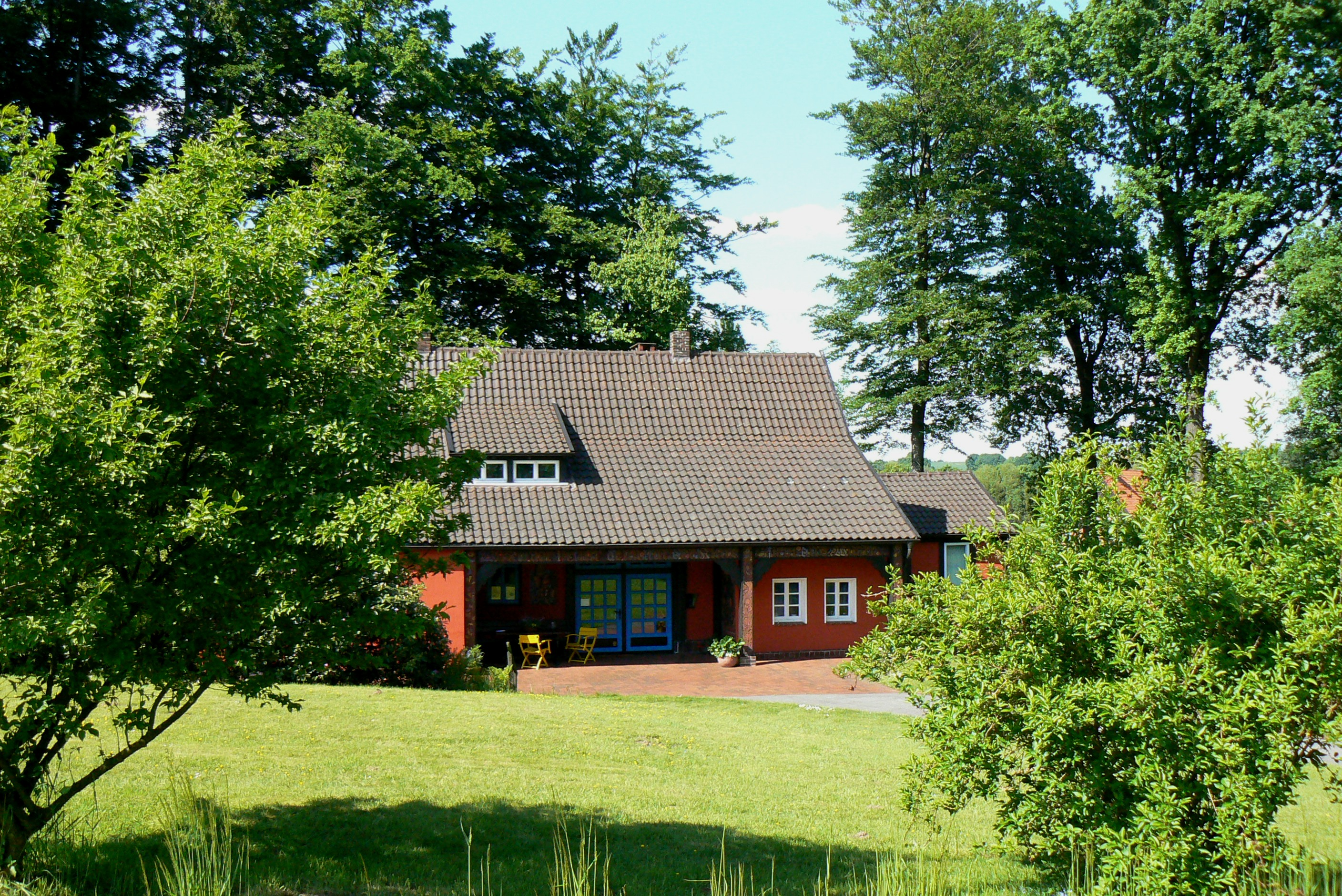
Böckstiegel-Haus, Frontansicht

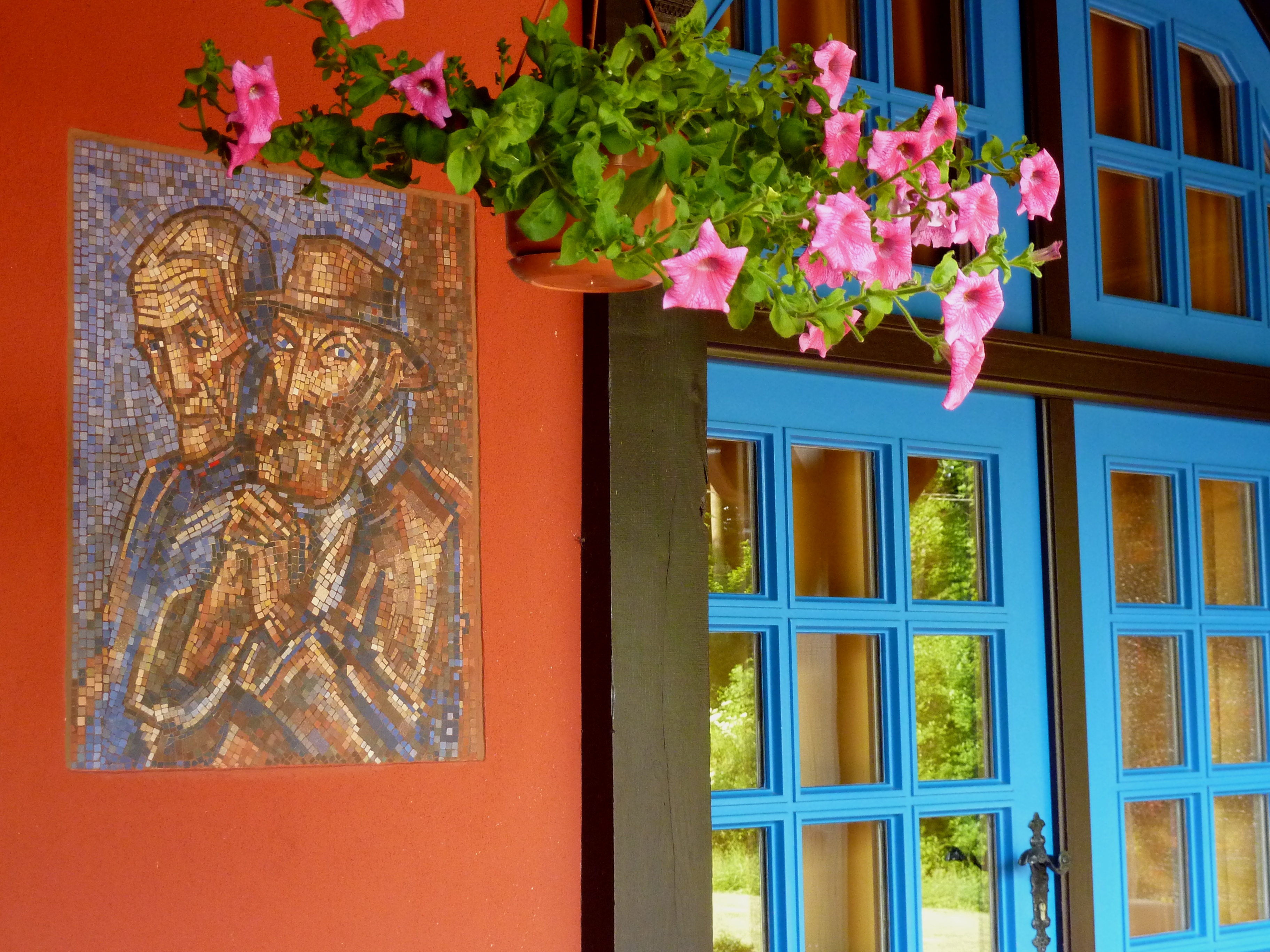
Mosaik, am Böckstiegel-Haus in Werther-Arrode (2010)

- Das Peter-August-Böckstiegel-Haus, sein Geburtshaus in Werther, in dem er in den Sommermonaten lebte und arbeitete und das immer wieder zum Ausgangspunkt seiner Werke wurde, ist in seiner ursprünglichen Art erhalten und in der authentischen Einbindung in die westfälische Landschaft ein kultureller und touristischer Anziehungspunkt. Durch Farbgebung, Schnitzereien, Mosaike und Glasfenster gestaltete Böckstiegel das Haus zu einem Kunstwerk. Zu sehen sind neben Gemälden, Zeichnungen, Aquarellen, Grafiken auch Plastiken verschiedener Schaffensperioden aus dem Nachlass des Künstlers. Das Haus kann nach Absprache und im Rahmen von öffentlichen Führungen besichtigt werden.
- Nach seinem Tod setzten sich sowohl seine Frau Hanna als auch seine beiden Kinder für die Erhaltung des Hauses und der Werke von Peter August Böckstiegel ein. Haus und Werk als Einheit, als Gesamtkunstwerk zu erhalten und für die Öffentlichkeit zugänglich zu machen, war für sie zeitlebens eine Verpflichtung. Für ihre Verdienste um den Erhalt des Lebenswerkes Peter August Böckstiegels verlieh der Bundespräsident 1984 Hanna Böckstiegel und 2004 Sonja und Vincent Böckstiegel das Bundesverdienstkreuz.
- Damit das Lebenswerk ihres Vaters auch über ihren Tod hinaus bewahrt, verbreitet und präsentiert wird, legten Sonja und Vincent Böckstiegel die Gründung der Peter-August-Böckstiegel-Stiftung fest. Dazu schlossen sie 1992 einen Erbvertrag mit dem Kreis Gütersloh. Damit vererbten sie dem Kreis Gütersloh die ihnen gehörenden Werke ihres Vaters und das Böckstiegel-Haus. Im Gegenzug verpflichtete sich der Kreis Gütersloh gegenüber den Geschwistern Böckstiegel dazu, nach dem Erbfall die Peter-August-Böckstiegel-Stiftung zu gründen. Bei den Vorbereitungen der Stiftungsgründung bekundete der Kreis Gütersloh die Absicht, das Peter-August-Böckstiegel-Haus durch einen Museumsbau zu ergänzen.[9] Die Peter-August-Böckstiegel-Stiftung wurde am 18. Dezember 2008 gegründet. Ihre Aufgabe ist es, das Böckstiegel-Haus und das Lebenswerk des Künstlers zu erhalten, den Nachlass künstlerisch zu betreuen und diesen der Öffentlichkeit zugänglich zu machen.
- Aus einem um die Geschwister Böckstiegel bestehenden Freundeskreises wurde 1993 der P.A. Böckstiegel Freundeskreis e. V. gegründet.[9] Dessen Zweck ist die Pflege des Andenkens an Leben und Wirken des Künstlers sowie die Erhaltung und Verbreitung seines Werkes. Der Verein hat neben vielen anderen Aktivitäten die Werkverzeichnisse erarbeiten lassen und zusammen mit der Kunsthalle Bielefeld Ausstellungen ermöglicht.
- Der P.A. Böckstiegel Freundeskreis e. V. vergab 2007 erstmals den „Peter August Böckstiegel-Preis“. Die Auszeichnung richtet sich an bildende Künstler unter 40 Jahren aus den Kunstgattungen Malerei, Grafik und Skulptur, deren Geburts-, Wohn- oder Arbeitsort in Ostwestfalen-Lippe liegt. Der Preis ist mit 6000 Euro dotiert; dem Gewinner wird zusätzlich eine Ausstellung in der Kunsthalle Bielefeld ausgerichtet. Erste Preisträgerin war die gebürtige Herforderin Nicole Schuck aus Berlin.
- Seine Geburtsstadt präsentiert sich heute unter der Slogan „Böckstiegel-Stadt Werther“. Entlang der Schloßstraße führt der „Böckstiegel-Pfad“ durch Werther (Westfalen). Anhand der 15 ausgeschilderten Stationen erfährt man über Leben und Werk in der Landschaft, in der er zu Lebzeiten seine Motive suchte. Außerdem ist die örtliche Gesamtschule nach ihm benannt.
- Während seiner Maler- und Glaserlehre musste Böckstiegel die Strecke von Werther nach Bielefeld täglich zu Fuß gehen. Daran knüpft symbolisch der „Böckstiegel-Lauf“ als eine Laufveranstaltung an. Veranstalter sind die Werbe-Gemeinschaft Werther gemeinsam mit dem P.A. Böckstiegel Freundeskreis e. V. Sportlicher Ausrichter ist der LC Solbad Ravensberg.
- In Bielefeld und Dresden sind Straßen nach Böckstiegel benannt.

## Museum Peter August Böckstiegel

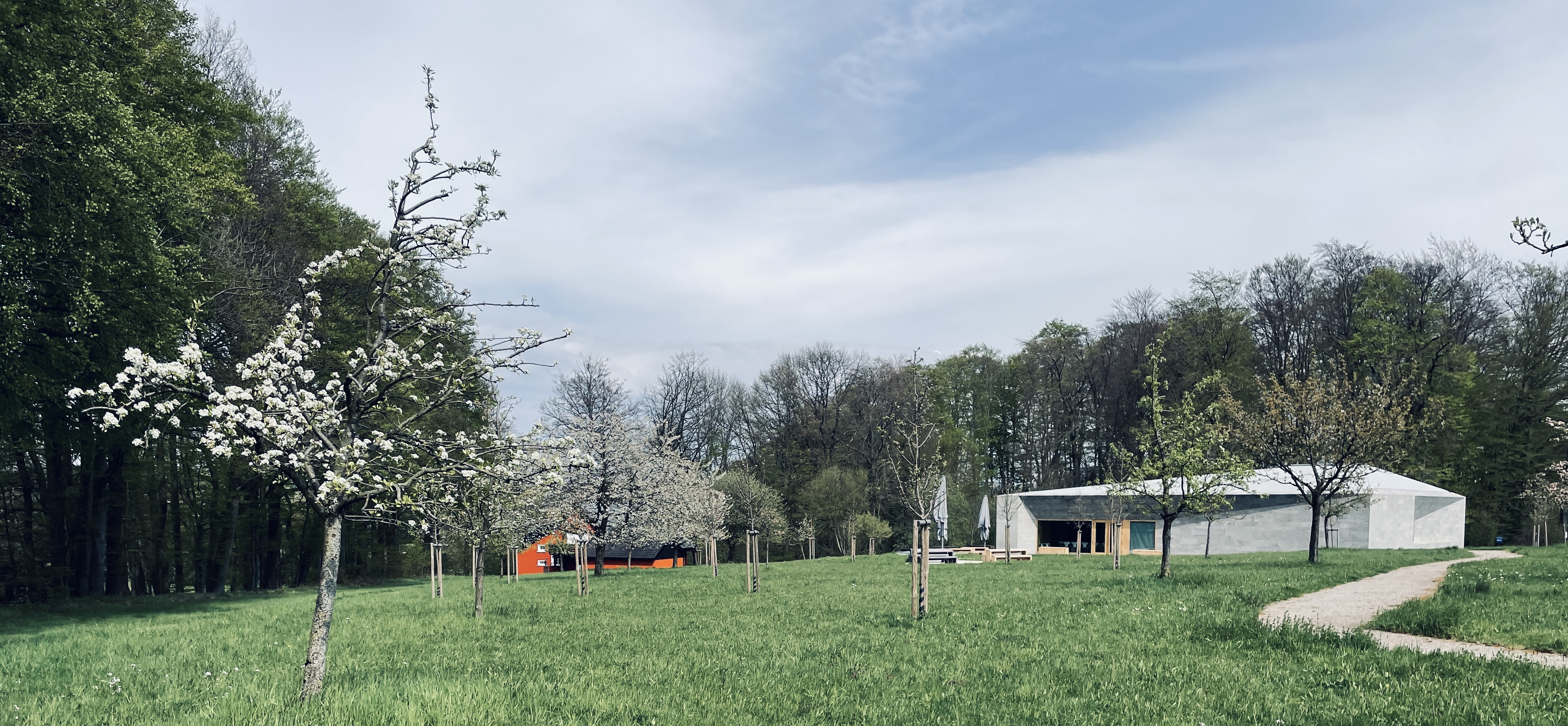
Das Museum Peter August Böckstiegel bei Werther (2021) und das Geburtshaus des Künstlers

2014 bewilligte der Kreis Gütersloh zwei Millionen Euro als finanzielle Basis zum Bau eines Museums auf dem Grundstück des Künstlerhauses in der Schloßstraße 109/111 in Werther-Arrode. Durch private Spenden aus dem Kreis Gütersloh und dem weiteren Westfalen konnte die ursprünglich geplante Museumsfläche verdoppelt werden. Der Museumsbau ist ein Entwurf von habermanndeckerarchitekten aus Lemgo, die Gestaltung der Außenflächen übernahm die Planergruppe Ober.
Am 7. April 2016 erfolgte der erste Spatenstich und am 3. März 2017 das Richtfest. Das Gebäude, ein mit Muschelkalkplatten verkleideter und mit Einschnitten versehener Kubus, wurde im März 2018 fertig gestellt. Danach erfolgten die Außenarbeiten mit Gestaltung einer vor dem Museum gelegenen Streuobstwiese, einem „grünen Klassenzimmer“ und Sitzgelegenheiten. Am 31. August 2018 nahm das Museum Peter August Böckstiegel den Ausstellungsbetrieb auf. Das Museum befindet sich auf der vor dem Künstlerhaus gelegenen Wiese und ist ganzjährig geöffnet. Es zeigt pro Jahr drei Sonderausstellungen zur „klassischen“ Moderne. Künstlerischer Leiter des Museums ist seit 2012 David Riedel.